# Juan de Borgoña
|  | No s'ha de confondre amb Joan de Borgonya o Mestre de Sant Feliu, mort a Barcelona el 1526. |

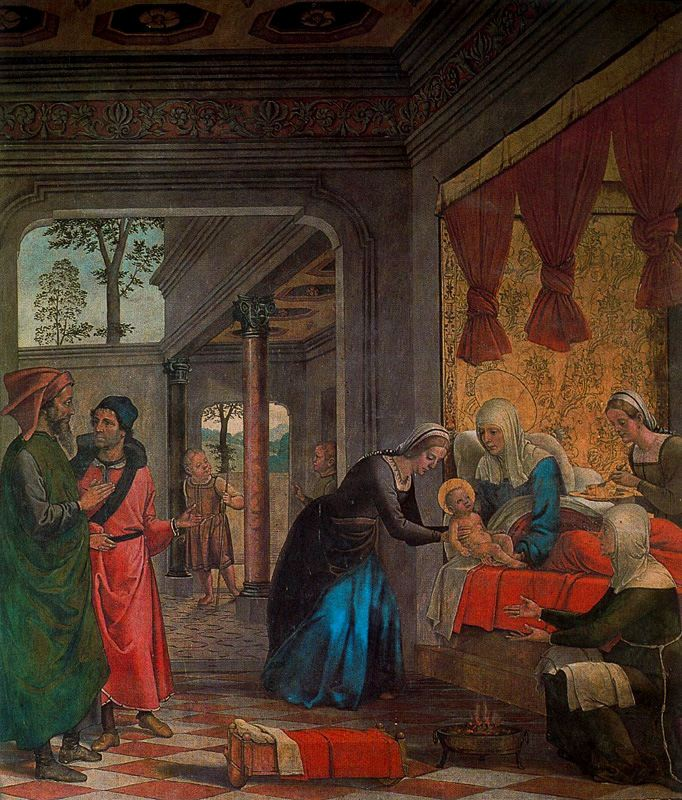
El naixement de la Verge, fresc, 1509-1511, Sala Capitular de la Catedral de Toledo.

Juan de Borgoña (cap al 1468/1470 - cap al 1536) fou un pintor d'origen desconegut, possiblement originari de la Borgonya, que va viure a Toledo i va desenvolupar tota la seva obra a Castella. Sobre el seu lloc de naixença s'especula la procedència francesa, però també l'espanyola.
Va ser un pintor molt probablement educat a Florència, al costat dels mestres del quattrocento de l'època. A la seva obra s'aprecia un estil no allunyat del de Piero della Francesca. La primera notícia documentada del seu treball apareix l'any 1495, al claustre de la catedral de Toledo, segons consta als rebuts de pagament. Després s'encarregaria de les pintures de la sala capitular de la mateixa catedral, cosa que el mantindria ocupat fins almenys el 1511. El 1514 se li encarregà la decoració de la capella mossàrab, a major glòria del Cardenal Cisneros, el que demostra un dilatat període al servei de l'obra de més de divuit anys.
El 1510 ja dirigia una escola pictòrica pròpia a la ciutat i havia fet treballs secundaris com la conclusió del retaule major de la Catedral d'Àvila i a Illescas.
La seva obra pictòrica a la catedral de Toledo destaca per elements gòtics, encara que el seu caràcter renaixentista tardà florentí és el més present, amb tècniques depurades per a donar profunditat a les escenes atorgant-les-hi una llum sumptuària i amb un mestratge singular reflectit al retrat del Cardenal Cisneros.